# Habitatge al carrer d'Anselm Clavé, 21 (Girona)
L'habitatge al carrer d'Anselm Clavé, 21 és una casa de Girona inclosa en l'Inventari del Patrimoni Arquitectònic de Catalunya.

## Descripció
L'edifici al número 21 del carrer d'Anselm Clavé fa cantonada amb el número 13 del carrer Nord. És una casa de planta rectangular que ocupa una parcel·la en cantonada. Presenta estructurada de murs de càrrega amb crugies paral·leles. És interessant el vestíbul de la planta baixa que permetia l'accés dels carruatges, amb una interessant ornamentació del sostre imitant un artesanat. Des d'aquest indret s'accedeix a l'escala que condueix a les diferents plantes. Totes les obertures del pisos presenten balcons i la façana posterior és amb galeries i obertures d'arc apuntat. L'arrebossat original marcava juntes horitzontals imitant carreus. Les façanes es rematen amb una cornisa amb mènsules. El portal del pati fou enderrocat per construir-hi un edifici nou fa uns anys. En ell hi constava l'any 1886.